# Eddie McGoldrick
Edward John Paul ("Eddie") McGoldrick (Islington, 30 april 1965) is een voormalig voetballer uit Engeland met de Ierse nationaliteit. Hij speelde bij voorkeur als centrale middenvelder of als vleugelaanvaller. McGoldrick won de UEFA Beker der Bekerwinnaars met Arsenal in 1994 en speelde 15 interlands voor het Iers voetbalelftal.

## Clubcarrière

### Northampton Town en Crystal Palace
McGoldrick, die Ierse wortels heeft, werd geboren in de Londense wijk Islington.
Zijn eerste persoonlijk succes behaalde hij als controlerende middenvelder van Northampton Town van 1986 tot 1988. Vervolgens maakte McGoldrick het mooie weer bij jojo-club Crystal Palace – de club promoveerde en degradeerde destijds voortdurend, maar beschikte over spelers als Ian Wright en Mark Bright – van 1987 tot 1993. Met Palace was McGoldrick stichtend lid van de Premier League in het seizoen 1992/1993.

### Arsenal
McGoldrick verhuisde naar Arsenal in de zomer van 1993. Het jaar voordien had de club de FA Cup en de League Cup gewonnen. McGoldrick en de club veroverden de UEFA Beker der Bekerwinnaars in 1994 en een jaar later verloor McGoldrick als bankzitter de finale van diezelfde Europacup II in het absolute slot van Real Zaragoza. Mohamed Alí Amar "Nayim" scoorde vlak voor het laatste fluitsignaal met een lobje doordat Arsenal-doelman David Seaman te ver uit zijn doel stond.

### Manchester City
In het seizoen 1995/1996 werd hij door Arsenal uitgeleend aan Manchester City, waarna hij op een permanente basis voor de club uitkwam vanaf het seizoen 1996/1997. Hij mocht echter zelden aantreden en verliet Manchester City in 1999. McGoldrick speelde op huurbasis voor Stockport County en beëindigde zijn loopbaan als middenvelder van amateurclub Corby Town, waar hij speler-coach was.

## Interlandcarrière
Eddie McGoldrick is een 15-voudig international van het Iers voetbalelftal. McGoldrick was erbij op het WK 1994 in de Verenigde Staten, maar speelde geen minuut op het eindtoernooi.

## Trainerscarrière
McGoldrick vervult sinds 2013 een rol als coach in de jeugdacademie van Crystal Palace.

## Erelijst
| Competitie                      |                  |                  |
| Competitie                      | Aantal           | Jaren            |
| Northampton Town                | Northampton Town | Northampton Town |
| ------------------------------- | ---------------- | ---------------- |
| Football League Fourth Division | 1×               | 1987             |
| Crystal Palace                  |                  |                  |
| Full Members Cup                | 1×               | 1991             |
| Arsenal                         |                  |                  |
| UEFA Beker der Bekerwinnaars    | 1×               | 1994             |